# Referéndums en la República Srpska
Durante su existencia, se han celebrado varios referendos en la República Srpska, mientras que otros se han propuesto pero no se han celebrado.

## Historia
Aunque la República Srpska no fue proclamada hasta enero de 1992, en noviembre de 1991 se celebró un referéndum entre los serbios de Bosnia sobre la permanencia de Yugoslavia en el que el 98% votó a favor de la propuesta, lo que dio lugar a la creación del territorio en 1992.
Se celebraron otros dos referéndums en plena guerra de Bosnia; en mayo de 1993 se celebró un referéndum sobre el plan de paz Vance-Owen, que fue rechazado por el 96% de los votantes. En agosto de 1994 se celebró un referéndum sobre el plan del Grupo de Contacto que fue rechazado por el 97% de los votantes y el voto fue denunciado por el Grupo de Contacto.

## Referéndums propuestos

### Referéndum de 2011 sobre la autoridad del sistema judicial estatal
Las ideas sobre un referéndum en la República Srpska fueron ventiladas por primera vez por Milorad Dodik durante su período como primer ministro en 2006-2008, reavivadas después del referéndum de independencia de Montenegro de 2006 y la declaración unilateral de independencia de Kosovo en 2008.
En abril de 2011 se presentó una propuesta formal de referéndum a la Asamblea de la República Srpska, que votó a favor y lo programó para mediados de junio de 2011. El debate sobre la votación fue señalado como confuso, ya que la cuestión en juego no estaba clara: si la independencia, la oposición a las "decisiones impuestas" del Alto Representante o (como finalmente se dijo) simplemente el funcionamiento de las fiscalías y los tribunales a nivel central.
Las reacciones internacionales fueron variadas. El Alto Representante, Valentin Inzko, se enfrentó abiertamente a Milorad Dodik por la decisión sobre el referéndum, dándole siete días para retirar la decisión del referéndum y anunciando su disposición a utilizar sus poderes ejecutivos para anular la decisión e imponer sanciones a los líderes de la RS, hasta la destitución de Dodik de su cargo, en caso de que el referéndum (considerado una violación del orden jurídico de Dayton) siguiera adelante. En respuesta, los dirigentes de la República Srpska amenazaron con retirar a todos los representantes serbios de las instituciones de Bosnia y Herzegovina, incluidos la Presidencia y el Consejo de Ministros, el Parlamento y el poder judicial. La decisión de convocar el referéndum no obtuvo tanto apoyo como se esperaba de la Serbia, ya que el presidente Boris Tadić se mostró reacio a "interferir" en los asuntos internos de Bosnia, al tiempo que expresó su oposición a los planes de la OHR y pidió una solución de la crisis a través del compromiso. El debate sobre el tema en el Consejo de Seguridad de la ONU el 9 de mayo de 2011 no produjo una postura común debido al desacuerdo de Rusia con la posición de Inzko y las reservas de China. Mientras tanto, una publicación del influyente grupo de expertos International Crisis Group recomendó un enfoque más moderado y consideró contraproducente proceder de manera confrontativa contra Dodik. Finalmente, la cuestión se resolvió tras una reunión entre el presidente de la República Srpska y la Alta Representante de la Unión Europea para la Política Exterior y de Seguridad Común, Catherine Ashton, en la que Dodik acordó retirar el referéndum a cambio de un "Diálogo Estructurado sobre la Justicia" entre las instituciones bosnias y la Unión Europea en el que se discutieran las quejas sustanciales de las autoridades de la República Srpska hacia el poder judicial de Bosnia y Herzegovina. Si bien la intervención de la UE permitió evitar la crisis y revertir la situación al statu quo a principios de abril, la amenaza de un referéndum de RS permaneció en segundo plano, ya que Dodik nunca retiró los actos legales al respecto.

### Referéndum de 2016 sobre la autoridad del Tribunal Estatal de Bosnia y Herzegovina
En la República Srpska se convocó un referéndum sobre la autoridad del Tribunal Nacional, cuya celebración estaba prevista para el 15 de noviembre de 2015. Después de desafíos legales y aplazamientos, se pospuso indefinidamente a partir de febrero de 2016.
El referéndum fue anunciado por sorpresa, después de un período de tensiones entre las autoridades de la RS y las instituciones judiciales estatales vinculadas al caso de extradición del ex comandante del ejército bosnio de Srebrenica, Naser Orić. Orić había sido arrestado en Suiza el 10 de junio de 2015 en cumplimiento de una orden de arresto emitida por Serbia. Sin embargo, las autoridades suizas lo extraditaron a Bosnia tras la solicitud de las autoridades de su estado de ciudadanía, que dijeron que la fiscalía estatal de Bosnia tenía un caso en su contra. Oric fue liberado poco después. Al mismo tiempo, el Reino Unido había propuesto al Consejo de Seguridad una resolución de la ONU sobre Srebrenica, que luego sería vetada por Rusia a petición de Serbia.
El referéndum fue propuesto por el presidente de la República Srpska Milorad Dodik, quien afirmó que el Tribunal Estatal estaba sesgado en contra de los serbios de Bosnia y que las instituciones judiciales estatales trabajaban en contra de los intereses de la República Srpska a pesar de costar a la Entidad una gran cantidad de dinero anual. Posteriormente, se sometió a votación en la Asamblea Nacional la celebración del referéndum; 45 votaron a favor, 31 se abstuvieron y los siete diputados restantes estuvieron ausentes.
Se preguntará a los votantes si el Tribunal Estatal de Bosnia y Herzegovina debería tener autoridad sobre los residentes de la República Srpska. La pregunta del referéndum decía:

"¿Apoya usted la imposición inconstitucional e ilegal de leyes por el Alto Representante de la comunidad internacional y, en particular, la ley impuesta a la Corte y a la Fiscalía de Bosnia y Herzegovina y la aplicación de sus decisiones en el territorio de la República Srpska?"

Una enmienda del SNSD aprobada en el contexto estableció que el referéndum se celebraría el primer domingo después de la expiración del plazo de 50 días a partir de la fecha de entrada en vigor de la decisión sobre el referéndum. Está previsto que la decisión entre en vigor el octavo día después de su publicación en el Boletín Oficial de la República de Serbia. Dadas estas condiciones, la fecha original para la consulta se fijó para el 15 de noviembre de 2015.

#### Reacciones
La decisión fue recibida con la oposición de actores nacionales e internacionales por igual.
- Los partidos de oposición de la RS (miembros de la coalición gubernamental a nivel estatal) afirmaron que las instituciones judiciales estatales no funcionaban satisfactoriamente, pero se opusieron a "la manipulación de los ciudadanos por parte de Dodik y las autoridades de la RS mediante un referéndum",[17] por lo que se abstuvieron en la votación final, y expresaron su confianza en que, como se anunció en 2011, el referéndum nunca se celebraría. El diputado de la RS Vukota Govedarica recordó que Milorad Dodik había participado personalmente en la adopción de las leyes que establecían las instituciones judiciales estatales que sabía que esperaban desmantelar.[14] El miembro de la presidencia serbobosnia de Bosnia y Herzegovina, Mladen Ivanić, dijo que la República Srpska "tiene derecho a celebrar un referéndum", pero que esta "no es la solución más feliz" a los problemas con el poder judicial estatal.[18]
- El Alto Representante para Bosnia y Herzegovina y el Tribunal Constitucional de Bosnia y Herzegovina afirmaron que la votación habría constituido una violación del Acuerdo de Dayton.[19][20] Sin embargo, el Tribunal Constitucional de la República Srpska aprobó la celebración del referéndum.[12]
- El Consejo de Implementación de Paz (PIC, por sus siglas en inglés), el organismo internacional encargado de supervisar la implementación del Acuerdo de Paz de Dayton, dijo que el referéndum anunciado representaría una violación fundamental del acuerdo de paz de 1995.[14]
- El embajador de la Unión Europea, Lars-Gunnar Wigemark, junto con diplomáticos de Estados Unidos, Reino Unido, Francia, Alemania e Italia, viajó a Banja Luka el lunes para enfatizar su oposición compartida a la votación, considerada un intento intolerable e "inconstitucional no de reformar, sino de socavar y debilitar a esas autoridades, y por lo tanto representaría una amenaza directa a la soberanía y la seguridad del país en su conjunto".[14]
- En octubre, el Consejo de Asuntos Exteriores de la Unión Europea expresó su "profunda preocupación" por los preparativos para el referéndum, afirmando que "la celebración de dicho referéndum pondría en peligro la cohesión, la soberanía y la integridad territorial de Bosnia y Herzegovina" y que "también correría el riesgo de socavar los esfuerzos por mejorar la situación socioeconómica de todos los ciudadanos de Bosnia y Herzegovina y seguir avanzando en la integración en la Unión Europea".[18]
- La Embajada de Estados Unidos lo describió como una "provocación política" y "una violación de los Acuerdos de Paz de Dayton", temiendo sus repercusiones en la población de Bosnia y Herzegovina.[17]
- Rusia se destacó entre las reacciones internacionales, definiendo la consulta como un asunto interno de Bosnia y Herzegovina[21] y recordando las quejas de larga data de los serbobosnios sobre el sistema judicial de Bosnia y Herzegovina. Rusia agregó que "es necesario superar las razones detrás del problema, en lugar de dirigir todas las fuerzas para luchar contra sus consecuencias visibles".[22]

#### Desafíos legales
Los políticos bosnios y croatas de Bosnia no tardaron en iniciar el proceso de intento de suspender el referéndum.
- A pesar de las divisiones entre el grupo croata,[23] los parlamentarios bosnios en la Asamblea de la República Srpska impugnaron ante el Tribunal Constitucional de la RS el cumplimiento de la Constitución de la República Srpska de la decisión de la asamblea que permitía la celebración del referéndum, elevando su veto de interés nacional vital (VNI). Como respuesta, la mayoría del Consejo de la República Srpska impugnó el veto de los bosnios ante el Tribunal Constitucional de la República Srpska.[24] Finalmente, el Tribunal Constitucional de la República Srpska rechazó su apelación en septiembre de 2015. Los funcionarios de República Srpska anunciaron que la votación se llevaría a cabo el 15 de octubre.[25] De hecho, mientras que el texto de las Constituciones de la República Srpska faculta a dos jueces constitucionales de la República Srpska mayores de siete años para respaldar un veto, el reglamento del mismo Tribunal Constitucional de la República Srpska exige una mayoría de dos tercios para la misma decisión, eludiendo de facto el texto constitucional y anulando de poder cualquier veto de la República Srpska a la República Srpska.[26]
- El 1 de octubre de 2015, el grupo de parlamentarios bosnios en el Consejo de los Pueblos de la República Srpska (la cámara alta de la entidad) presentó una demanda legal para bloquear temporalmente el establecimiento de la comisión encargada de organizar el referéndum, invocando la cláusula de que violaba el "interés nacional vital" de los bosnios en la entidad. Los bosnios señalaron que la comisión de 9 miembros estaba compuesta únicamente por serbios étnicos de la coalición gobernante de la República Srpska, sin ningún miembro de la oposición o del parlamentario no serbio de la República Srpska.[25]
- Habrían sido posibles nuevos recursos judiciales ante el Tribunal Constitucional de Bosnia y Herzegovina.[25]

En febrero de 2016, el referéndum se pospuso indefinidamente, oficialmente por falta de consenso entre los partidos serbobosnios, después de intensas presiones políticas desde el extranjero, incluso por parte del presidente y el primer ministro de Serbia Dodik se limitó a negar su aprobación para su publicación en el Boletín Oficial de la entidad, lo que la habría convertido definitivamente en vinculante.
Desde el punto de vista legal, el referéndum de la República Srpska no habría podido impedir o influir en la labor de las instituciones judiciales estatales, establecidas en virtud de la legislación estatal. Sin embargo, habría aumentado las tensiones interétnicas en el país.
Los diplomáticos occidentales en Bosnia vieron el referéndum -y los consiguientes desafíos legales a nivel de la República Srpska y Bosnia y Herzegovina- como una forma de que el presidente de la RS, Dodik, mantuviera la presión política sobre las instituciones estatales nacionales y ganara puntos políticos en el período previo a las elecciones locales de 2016, al tiempo que ocultaba las terribles condiciones socioeconómicas de la Entidad.

### Referéndum de 2016 sobre el Día Nacional de la República Srpska
El 26 de noviembre de 2015, el Tribunal Constitucional de Bosnia y Herzegovina falló en contra de la constitucionalidad del Día Nacional de la República Srpska, celebrado el 9 de enero, por considerarlo discriminatorio contra los no serbios. La fecha conmemora el día ortodoxo de San Esteban, así como el establecimiento en 1992 de la República Srpska como entidad secesionista de la entonces República de Bosnia y Herzegovina. El Tribunal concedió seis meses a la RS para que estableciera un feriado de otra entidad.
Las autoridades de la República Srpska reaccionaron impugnando la decisión del Tribunal Constitucional de Bosnia y Herzegovina y pidiendo enmiendas constitucionales en un plazo de 120 días para deshacerse de los jueces internacionales que forman parte del Tribunal, al mismo tiempo que convocaron un referéndum popular para determinar si los ciudadanos de la República Srpska apoyaban la decisión del Tribunal Constitucional. Los líderes de la oposición de la República Srpska también se unieron a Dodik para impugnar la decisión del Tribunal Constitucional de Bosnia y Herzegovina.
El 9 de enero de 2016, las autoridades de la República Srska celebraron el feriado "inconstitucional", a pesar de la sentencia del Tribunal. El primer ministro de Serbia, Aleksandar Vučić, también asistió al evento. Los diputados croatas de la República Srpska también apoyaron el Día de la República Srpska y el referéndum.
El 15 de julio de 2016, la Asamblea Nacional de la República Srpska aprobó una resolución sobre el referéndum, con el respaldo de todos los partidos serbios y el boicot a los parlamentarios bosnios de la República Srpska del país. La pregunta del referéndum será: "¿Está usted de acuerdo en que el 9 de enero debe marcarse y celebrarse como el Día de la República Srpska?" El Consejo para la Protección de los Intereses Nacionales Vitales del Tribunal Constitucional de la República Srpska en Banja Luka declaró que la decisión no pondría en peligro los "intereses nacionales vitales" del pueblo bosnio, por lo que no les permitiría vetarla. Milorad Dodik confirmó que el referéndum se celebraría el 25 de septiembre, una semana antes de las elecciones locales previstas para el 2 de octubre. El Alto Representante, Valentin Inzko, ha denunciado que, al hacerlo, las autoridades de la República Srpska infringen directamente el Acuerdo de Dayton.

### Referéndum de soberanía
El 25 de abril de 2015, el partido gobernante SNSD aprobó una declaración titulada "República Srpska - libre e independiente - futuro y responsabilidad", en la que declaraba su intención de organizar un referéndum sobre la independencia de la República Srpska en caso de que el Estado no devolviera las competencias a las Entidades para 2017. En la declaración también se sugiere que las autoridades de la República Srpska decidan "por ley qué decisiones de las autoridades de Bosnia y Herzegovina serán aplicables en el territorio de la República Srpska".
El presidente de la RS, Milorad Dodik, reiteró a la prensa el compromiso de celebrar un referéndum de independencia en los próximos años si no se cumplen sus demandas. Su objetivo político declarado es reducir las instituciones de Bosnia y Herzegovina a la letra del Acuerdo de Paz de Dayton de 1995, deshaciendo los desarrollos de los últimos veinte años, incluido el Tribunal de Bosnia y Herzegovina y la Oficina del Fiscal de Bosnia y Herzegovina, así como modificar dicha letra deshaciéndose de los jueces internacionales que se sientan en el Tribunal Constitucional de Bosnia y Herzegovina.